# Koen Vits
Koen Vits is een Belgisch (Vlaams) koordirigent en componist, geboren in 1989.
Hij behaalde diploma's koordirectie en compositie (onderscheiding) bij Kurt Bikkembergs aan LUCA School of Arts - Campus Lemmens, beter bekend als het Lemmensinstituut te Leuven, en doorliep er daarna de lerarenopleiding (grote onderscheiding). Hij vervolmaakte zich op internationale meestercursussen bij onder andere Daniel Reuss. Hij was een tijdlang dirigent van het Leuvens Universitair Koor en kapelmeester aan de Onze-Lieve-Vrouw-ten-Poelkerk van Tienen waar hij de leiding had over de Capella Beatae Mariae ad Lacum. Anno 2023 is hij dirigent van Mannenkoor Terpander, het Leuvens Alumnikoor en het koor van de kunsthumaniora van het Lemmensinstituut, terwijl hij geregeld grote projectkoren leidt waaronder Koor XL. Daarnaast is hij docent koor en koordirectie aan de muziekacademie van de stad Tienen.
Als componist schrijft hij voornamelijk koormuziek. Zijn composities werden uitgegeven bij Euprint en Koor&Stem.
In 2020 kwam Koen Vits in het nieuws door het virtuele koorproject 'Koorona: Koor kontra Korona' waar bijna 600 zangers zich bij aansloten om tijdens de Coronacrisis van thuis uit koorwerken in te zingen.